# Roelant Savery
Roelant Savery (ook Roeland(t) Maertensz. Saverij of de Savery) (Kortrijk, 1576 – begraven in Utrecht, 25 februari 1639) was een, in Vlaanderen geboren, Nederlandse schilder, graveur en tekenaar.

## Biografie
Savery's protestantse ouders ontvluchtten de Spaanse Nederlanden om religieuze redenen na de Inname van Kortrijk door malcontenten en vestigden zich rond 1585 in Haarlem. Roelants vader behoorde tot een van de vele Vlaamse migrantenfamilies die, zoals de verdreven Sefardische Joden en de gevluchte Franse hugenoten, een belangrijk aandeel hadden in Hollands Gouden Eeuw. De familie Savery was een kunstenaarsfamilie. Savery ontving zijn schildersopleiding van zijn oudere broer Jacob Maertensz Savery in Amsterdam.
Na zijn opleiding reisde Savery naar Praag, waar hij in 1604 voor het eerst wordt vermeld. Hij was er hofschilder van de keizers van het Heilige Roomse Rijk Rudolf II en Matthias, die van hun residentie een centrum van maniëristische kunst hadden gemaakt. Aan het Praagse keizerlijke hof verbleven veel kunstenaars en wetenschappers. De keizerlijke verzameling van levende en opgezette dieren (zoals de dodo), fossielen en zeldzame stenen vormden een inspiratiebron en voorbeeld voor Savery als onderlegde dierenschilder. Er is geen schilder die de ondertussen uitgestorven dodo zo vaak heeft geschilderd. Savery reisde ook naar Tirol om er de planten te bestuderen.
Uiterlijk in 1616 keerde Savery terug naar Amsterdam. In 1618 vestigde hij zich definitief in Utrecht. Een jaar later trad hij er toe tot het Sint-Lucasgilde. Zijn neef Hans Savery de jonge, een zoon van zijn broer Jacob, werd zijn belangrijkste assistent. Hij had grote invloed op het werk van Kerstiaen de Keuninck.
In 1621 kocht Savery het huis Het Keijserswapen aan de Boterstraat te Utrecht (en werd daarmee de buurman van het smedengilde van St. Eloy). Het huis had een grote tuin vol planten en bloemen, waar verschillende kunstbroeders kind aan huis waren. Savery was bevriend met stillevenschilders als Balthasar van der Ast en Ambrosius Bosschaert de Oude.
In de jaren 1620 was hij een van de succesvolste schilders in Utrecht, maar later raakte hij in moeilijkheden, mogelijk als gevolg van alcoholverslaving. In 1638 ging hij failliet, en een half jaar later stierf hij. Hij bleef ongehuwd.

## Werk
Savery schilderde vooral landschappen in de Vlaamse traditie van Gillis van Coninxloo, vaak gestoffeerd met vele minutieus geschilderde dieren en planten, al dan niet met een mythologisch of bijbels thema zoals de zondeval op de achtergrond. Daarnaast vervaardigde hij bloemstillevens. Zijn schilderijen in een hoogstpersoonlijke stijl, verwant aan het heersende maniërisme, waren buitengewoon in trek bij verzamelaars, en bevinden zich tegenwoordig in vele musea in Europa. Ook zijn voorbereidende tekeningen worden nog altijd hoog geschat.
Tijdens een opname voor Tussen kunst en kitsch in 2009 werd een onbekend werk van hem ontdekt, dat kenmerken van schilderijen van Jeroen Bosch vertoonde. In 2016 verwierf het Haagse Mauritshuis dankzij de BankGiroLoterij, de Vereniging Rembrandt en een particulier voor 6,5 miljoen euro, Savery's schilderij Vaas met bloemen in een stenen nis uit 1615.
Bekende werken van hem zijn:
- Koeien in een stal; in de vier hoeken heksen, 1615, Rijksmuseum, Amsterdam
- Paradijs van de vogels, 1616, olieverf op paneel, Museum voor Schone Kunsten, Antwerpen
- Landschap met de verzoeking van Sint-Antonius, 1617, J.Paul Getty Museum, Los Angeles
- Landschap met dieren, ca. 1618, olieverf op paneel, Koninklijke Musea voor Schone Kunsten van België, Brussel
- Bloemenboeket (omstreeks 1610), olieverf op paneel, Paleis voor Schone Kunsten, Lille
- Dieren verlaten de ark van Noé, 1619 (in 2004 voor 736.000 euro verkocht)
- Het Aards Paradijs, 1622, olieverf op doek, Museum voor Schone Kunsten, Antwerpen
- Paradijselijk landschap, tussen 1625 en 1630, olieverf op paneel, 68 × 103,5 cm, Bonnefantenmuseum, Maastricht
- Orpheus en de dieren, 1626, olieverf op doek, Museum voor Schone Kunsten, Antwerpen.
- Boslandschap met dieren, Musée des Beaux-Arts, Straatsburg
- Inlading van de dieren in de ark van Noé, olieverf op paneel, Museum Comtadin-Duplessis, Carpentras
- Plundering van een dorp, 1604, olieverf op paneel, Abby Kortrijk
- Twee paarden en palfreniers, 1628, olieverf op paneel, Abby Kortrijk
- Boeket in een nis, 1610, olieverf op paneel, Abby Kortrijk

## Ontsluiting van Savery's oeuvre
In de grote musea vindt men veel werk terug van Savery. In 2011 vond een overzichtstentoonstelling van het werk van Savery plaats in het Broelmuseum in Kortrijk. In de zomer van 2017 waren drie dierenschilderijen, met name Orpheus en de dieren, Het Aards Paradijs en Paradijs met vogels te zien in het kasteel d'Ursel in Hingene tijdens de tentoonstelling The Beauty of the Beast. Van 8 feb 2024 tot en met 19 mei 2024 laat het Mauritshuis in Den Haag met de tentoonstelling Roelant Savery’s Wonderlijke Wereld de bezoeker kennismaken met deze schilder aan de hand van ruim 40 schilderijen en tekeningen uit eigen collectie en vele buitenlandse bruiklenen.

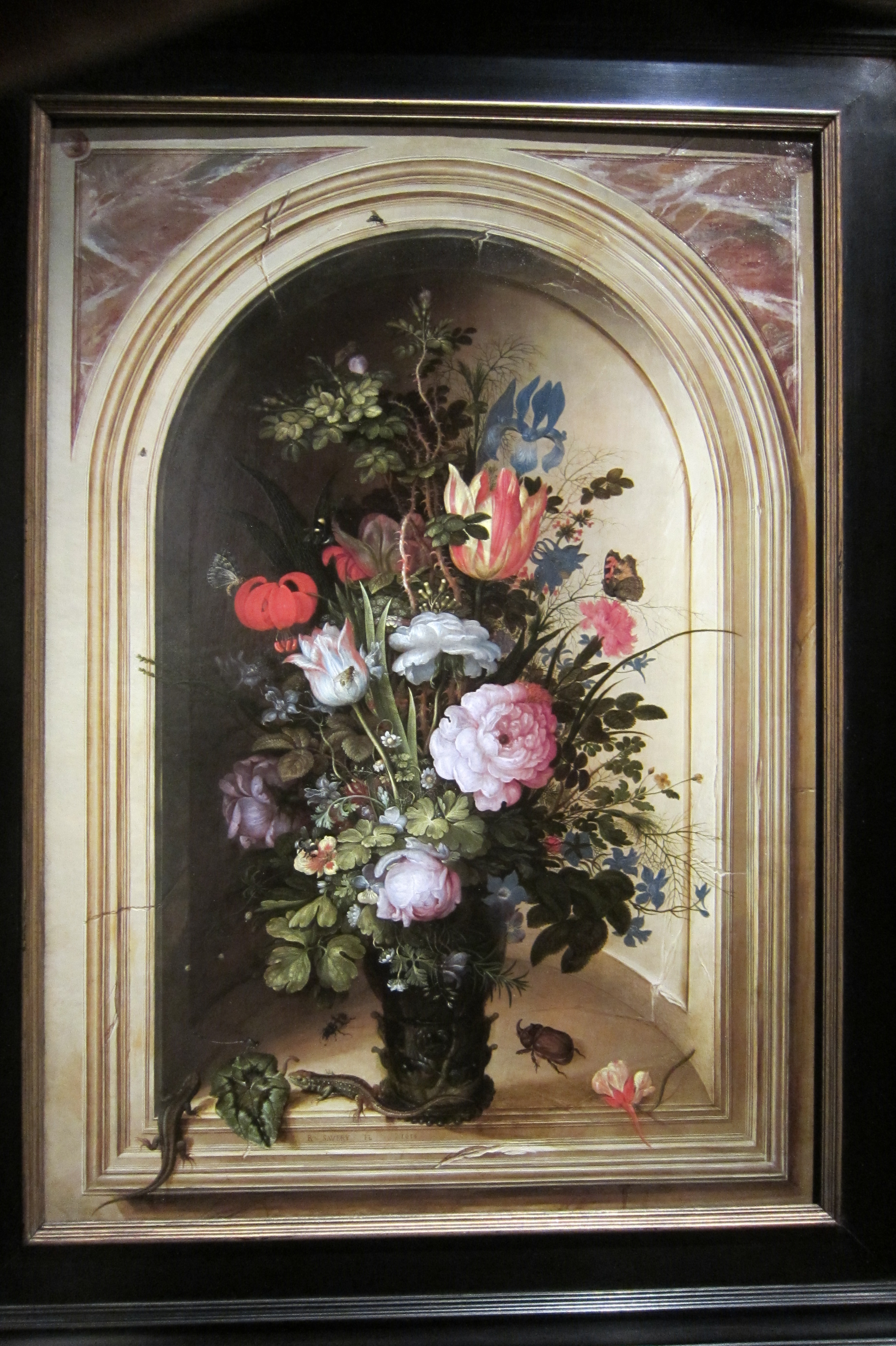
Vaas met bloemen in een stenen nis, 1615, Mauritshuis, Den Haag
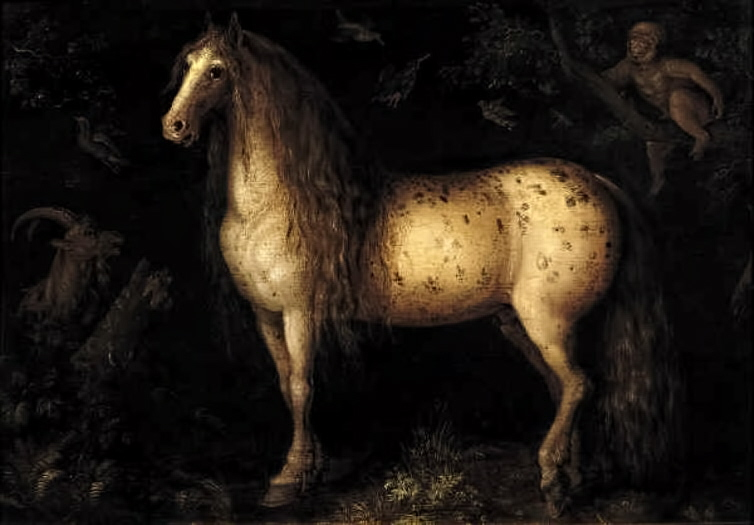
De Appelschimmel, 1625–1630, Centraal Museum, Utrecht
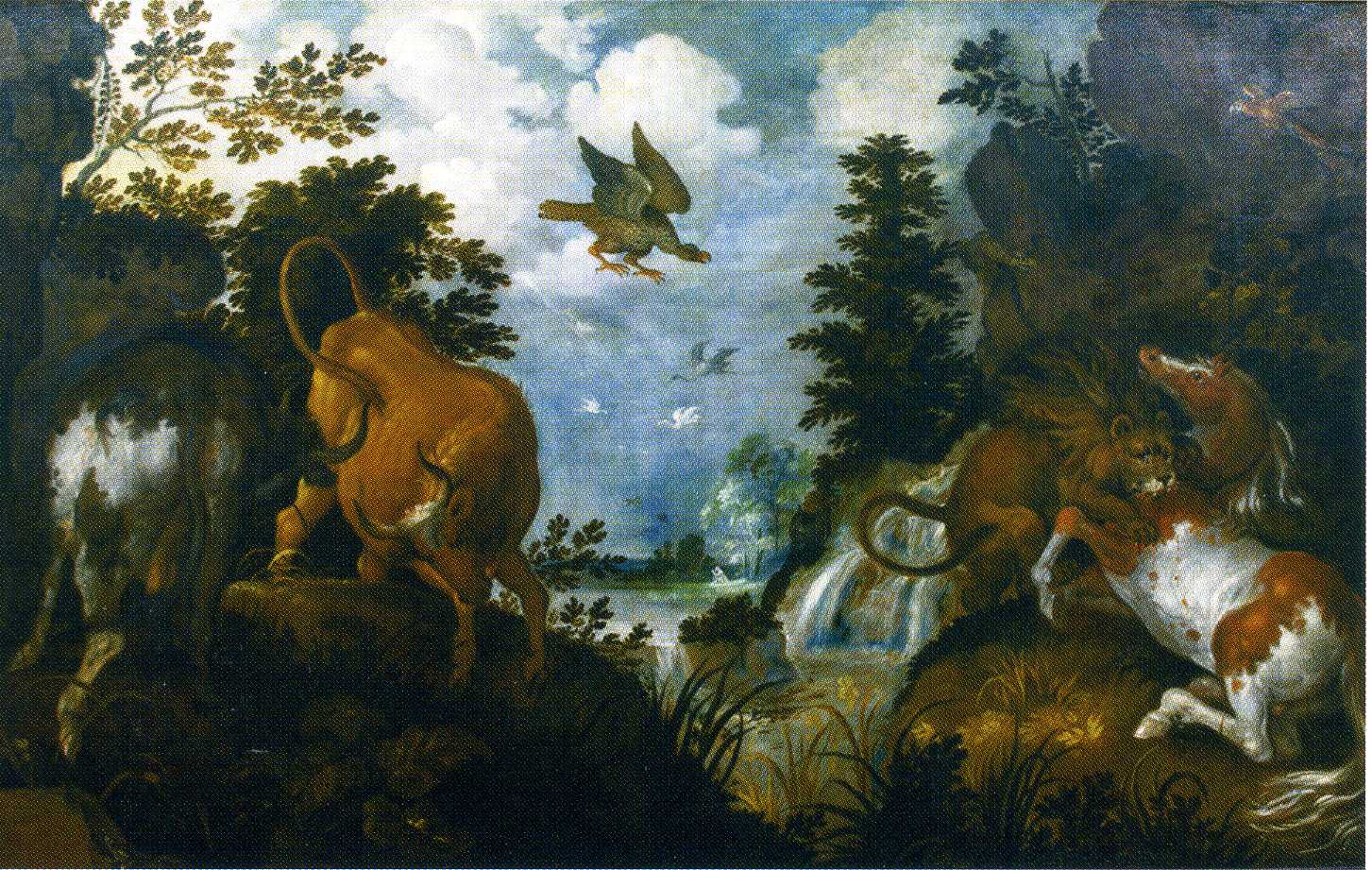
Elia in de woestenij, circa 1625, Sint Eloyen Gasthuis, Utrecht
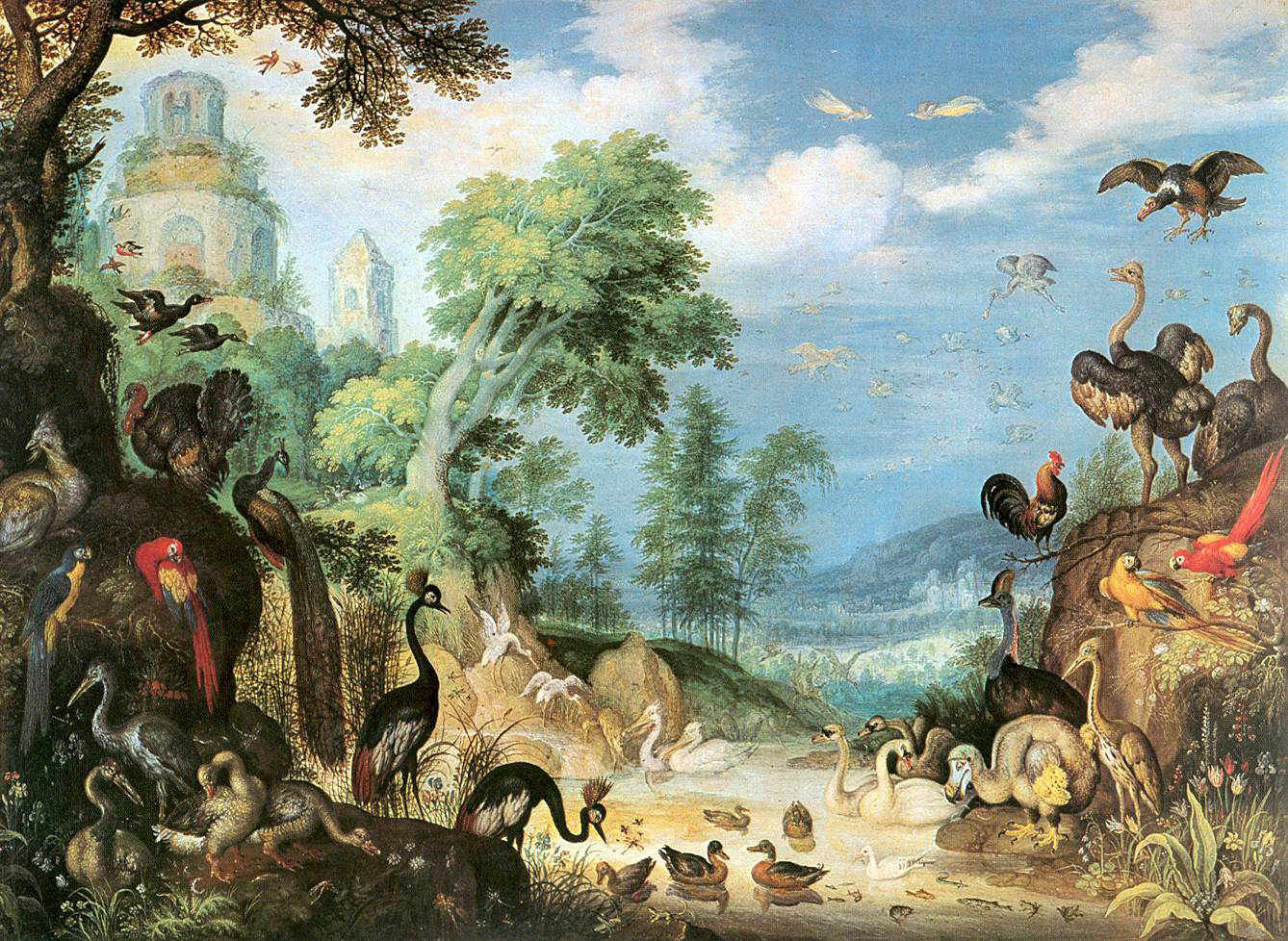
Landschap met vogels en dodo, 1628, Kunsthistorisches Museum, Wenen